# アーデルハイド・バーンシュタイン
アーデルハイド・バーンシュタイン (Adelheid Bernstein) は、SNKの対戦型格闘ゲーム『ザ・キング・オブ・ファイターズ』シリーズに登場する架空の人物。担当声優は田中哲哉。
またここでは、妹のローズ・バーンシュタインについても表記する。

## キャラクター設定
『ザ・キング・オブ・ファイターズ』（以下『KOF』と表記）シリーズの第10作目の『KOF2003』（以下『2003』と表記）から登場する貴族の青年。
ルガール・バーンシュタインの実の息子で、妹にローズがいる。ファミリーネームが「バーンシュタイン」であると明らかになったのは『KOF XI』（以下『XI』と表記）、また、『KOF XIII』（以下『XIII』と表記）にて実の親子であると明らかになった。
「アーデルハイド」は女性名だが、娘を欲しがっていたルガールが用意していた名前をそのまま付けた。本人はこの事がコンプレックスである。なお、Adelheidのドイツ語での発音に従えば、カナ表記は「アーデルハイト」とするのが原音に忠実である。
「スカイノア」と呼ばれる巨大飛行艇を所有しており、その内部は『2003』での登場ステージや家庭用『XIII』の追加ステージになっている。
性格は礼儀正しく紳士的であり、常識的。『XI』の勝ち台詞やエンディングからは彼が礼儀正しく相手に常に敬意を払う面が描かれている。今は勝者であってもいつか自分が敗者になるかもしれないと思っていて、自分に厳しい側面もある。消極的な性格でローズに頭が上がらなかったが、『XI』のエンディングで相手を嘲笑するローズに対し「やめないか!!」と大声で怒鳴ってしまう。これはハイデルンとの出会いで迷いを断ち切ったとされている。家庭用版『XIII』のストーリーモードでローズの変貌にショックを受けたが、突然現れたアッシュ・クリムゾンの助言に沿ってハイデルンと協力し、スタジアムに隠れた秘密を捜す。
使う技はルガールとほぼ同じもの、或いはルガールの技をアレンジしたもの（技名は全て別）。使用する技の名前は全てドイツ語であるが、読み方は英語読みである（例：ヴァイア(vier)→ドイツ語の発音に忠実なカナ表記では「フィアー」）。

## ゲーム上の特徴
『2003』で最終ボスの1人として登場。第4ステージでKUSANAGIを超必殺技、リーダー超必殺技以外の技で倒すと第6ステージに出現する。業務用とネオジオ版ではCPU専用だが、PS2版とXbox版では条件を満たせば使用可能になる。
『XI』では隠しキャラクターとして登場し、業務用でも720時間稼動させると隠しキャラクターとしてタイムリリースで登場する。『XI』の乱入キャラクターの中では彼のみ通常キャラクターと同様の形式のエンディングがあるが、彼をリーダーにしてクリアしなければ見ることはできない。

## 技の解説

### 通常投げ
ドラッケン
掴んだ相手を殴り倒す技で、ルガールの「スコーピオンブロー」に似ている。

### 特殊技
A・クンスト・アイン
浮かせ性能がある蹴り上げ。
A・クンスト・ツヴァイ
ローキックとカカト落としの連続攻撃。ルガールの「ダブルトマホーク」に似ている。
A・クンスト・ヴァイア
ローキックとハイキックと後ろ蹴りの連続攻撃。

### 必殺技
G・キッケン
足を振り上げて地を這う衝撃波を放つ、「烈風拳」の足技版。
通常技などからキャンセルで出すと、前方に飛びながら繰り出す技になる。その際には脚にも攻撃判定が出現する。また強で出すと更に踵落しが追加される。
G・ドラッケン
移動投げでガード不能という性能以外はルガールの「ゴッドプレス」と同じ。
『XI』では、画面端まで持っていくのではなく、画面の壁に叩きつける。
G・ワンド
ルガールの「ダークバリヤー」と同じ性能で、飛び道具が跳ね返せる。
G・プリンツェッシィン
『XI』から使用。後ろからローズが出現するが、攻撃をしてくるわけではない。
特定の技から繰り出すと強制的に技をキャンセルし、すぐに動くことが出来る。なお、ローズが画面上に居る間は、この技を発動することができない。

### 超必殺技
G・クレイス
跳び上がりながら（ボス版では多段ヒットする）弧を描く蹴りを繰り出す。ルガールの「ジェノサイドカッター」が超必殺技になったもの。強で出した場合はスライディングから始動する技になる。
G・スクラーゲン
リーダー超必殺技。「G・ドラッケン」の強化版（ただし投げ判定ではない）で、ルガールの「ギガンテックプレッシャー」とほぼ同じ技。『XI』では2種類のコマンドが存在し、技が決まった後にローズが出現するものと、出現しないものがある。ローズが出現するコマンドの方が無敵時間が長い。
G・クローンプリンツ
『XI』から使用。巨大な飛び道具を放つ、ルガールの「カイザーウェイブ」と同様の技。

## ローズ・バーンシュタイン
ローズ・バーンシュタイン (Rose Bernstein) は、SNKプレイモアの対戦型格闘ゲーム『ザ・キング・オブ・ファイターズ』シリーズに登場する架空の人物。担当声優は猪砂和世。

### キャラクター設定
アーデルハイドの妹でルガールの実の娘であるグラマラスな美少女。兄がルガールの技を受け継いでいるのに対し、彼女は「高慢で貴族としてのプライドが非常に高く、自分と兄以外の人間を一切認めようとはしない」というルガールの価値観を受け継いでいる。
長子である兄を尊敬はしているが、その一方、兄が庶民の視点で物を見ようとするのが心底気に入らないらしく、他の人間に近付こうとなれば容赦なく突っかかってくる事も多く、口うるさく説教も絶えない。ただし、兄の強さは信じて疑わない為、『2003』のエンディングでは兄が負ける事態に納得いかず激昂し「この者たちを生かして帰さない」と言い放っている。兄にたしなめられると「何かの間違い」「もう一度やれば（兄が勝つ）」と再戦を申し出ようとしたほどであった。
「グアン」という名前の黒豹を飼っている。
趣味も兼ねている為にピアノの演奏が得意で、『2003』では背景で「革命のエチュード」を弾いている。
兄であるアーデルも彼女の苛烈な性格には手を焼かされているが、優し過ぎる性格が災いして、なかなか反抗出来ず、説教されても「すまない、私が悪かった」としか言い返せなかった。しかし『XI』のエンディングでは、対戦相手を過度に愚弄し過ぎた事から、見かねた兄に初めて大声で反発されてしまう。ローズはそんな兄に驚愕しながらも、非を認めず「自分は悪くないのに」と逆上するが、そこで運悪く「遙けし彼の地より出づる者」の1人・牡丹に目を付けられ、彼女の操り人形にされる破目になる。
その後『XIII』では「バーンシュタイン家の単独開催」と称し、表向きのKOF主催者「R」となっている。アーデル本人は出場していない。だが、家庭用『XIII』の追加ステージの一つにアーデルと彼女がカメオ登場している。
プレイヤーキャラクターではないが、『2003』と『XI』のアーデルの勝利台詞の一部や『XI』のボスキャラクターとの戦闘の際に自身の台詞がある。
『XIII』の決勝戦において着用しているドレスが中間デモの時と異なり、青を基調としていることについて、プロデューサーの久木野雅昭は「遥けし彼の地より出づる者達」に操られていることを示唆していると『XIII』の公式ブログの中で説明している。

## 関連人物

### アーデルハイドの関連人物
- ハイデルン - 面識あり
- アッシュ・クリムゾン - 『XIII』で助言を受ける
- ルガール・バーンシュタイン - 父
- ローズ・バーンシュタイン - 妹
- ギース・ハワード - 「烈風拳」の元の使い手
- ヴォルフガング・クラウザー - 「カイザーウェイブ」の元の使い手

### ローズの関連人物
- ルガール・バーンシュタイン - 父
- アーデルハイド・バーンシュタイン - 兄
- 牡丹 - ローズを操り『XIII』でKOFを開催させた人物